# Họ Cút Tân thế giới
Họ Cút Tân thế giới hay họ Gà gô châu Mỹ (danh pháp khoa học: Odontophoridae) là một họ nhỏ chứa các loài chim có họ hàng xa với chim cút (các chi Coturnix, Anurophasis, Perdicula, Ophrysia) thật sự của Cựu Thế giới. Chúng không có mặt tại Việt Nam nên tên gọi này chỉ là cách dịch theo sát nghĩa đen của từ quail trong tiếng Anh. Chúng được gọi như thế là do có bề ngoài và hành vi tương tự như chim cút. Các loài chim này được đặt trong họ có danh pháp khoa học là Odontophoridae, trong khi các loài chim cùng tên của Cựu thế giới được đặt trong họ Trĩ (Phasianidae). Tên gọi gà gô châu Mỹ là cách dịch từ colin trong tiếng Pháp (các chi Callipepla, Colinus, Cyrtonyx, Dactylortyx, Dendrortyx, Oreortyx, Philortyx, Rhynchortyx). Theo định nghĩa mới, nếu chuyển chi Ptilopachus từ họ Trĩ truyền thống sang họ này thì họ chứa 34 loài còn sinh tồn trong 10 chi.

## Các loài
HỌ ODONTOPHORIDAE
- Chi Callipepla
  - Callipepla californica - Cút California
  - Callipepla douglasii - Cút Douglas
  - Callipepla gambelii - Cút Gambel
  - Callipepla squamata - Cút vảy
- Chi Colinus
  - Colinus cristatus - Cút mào
  - Colinus leucopogon - Cút bụng đốm
  - Colinus nigrogularis - Cút họng đen
  - Colinus virginianus - Cút Virginia
- Chi Cyrtonyx
  - Cyrtonyx montezumae - Cút Montezuma
  - Cyrtonyx ocellatus - Cút mắt đơn
- Chi Dactylortyx
  - Dactylortyx thoracicus - Cút hót
- Chi Dendrortyx
  - Dendrortyx barbatus - Cút cây có râu
  - Dendrortyx leucophrys - Cút cây mào vàng
  - Dendrortyx macroura - Cút cây đuôi dài
- Chi Odontophorus
  - Odontophorus atrifrons - Cút rừng mặt đen
  - Odontophorus balliviani - Cút rừng mặt sọc
  - Odontophorus capueira - Cút rừng cánh đốm
  - Odontophorus columbianus - Cút rừng Venezuela
  - Odontophorus dialeucos - Cút rừng Tacarcuna
  - Odontophorus erythrops - Cút rừng mặt hung
  - Odontophorus gujanensis - Cút rừng cẩm thạch
  - Odontophorus guttatus - Cút rừng đốm
  - Odontophorus hyperythrus - Cút rừng nâu hạt dẻ
  - Odontophorus leucolaemus - Cút rừng ngực đen
  - Odontophorus melanonotus - Cút rừng lưng sẫm
  - Odontophorus melanotis - Cút rừng tai đen
  - Odontophorus speciosus - Cút rừng ngực hung
  - Odontophorus stellatus - Cút rừng sao
  - Odontophorus strophium - Cút rừng khoang cổ
- Chi Oreortyx
  - Oreortyx pictus - Cút núi
- Chi Philortyx
  - Philortyx fasciatus - Cút sọc
- Chi Ptilopachus
  - Ptilopachus nahani - Đa đa Nahan (đồng nghĩa: Francolinus nahani)
  - Ptilopachus petrosus - Gà gô đá
- Chi Rhynchortyx
  - Rhynchortyx cinctus - Cút mặt hung